# 疣状乳突蛛
疣状乳突蛛（学名：Thelcticopis verruca）为巨蟹蛛科塞蛛属的动物。在中国大陆，分布于云南等地。该物种的模式产地在云南景洪、勐养。